# 스쿨 어택
《스쿨 어택》는 대한민국의 SBS MTV에서 인기 아이돌 그룹들이 학교로 찾아가 청소년들과 소통하자는 취지로 기획한 프로그램 시리즈를 구성한다.

## 시리즈
- 스쿨 어택 2018
- 스쿨 어택 2019
- 스쿨 어택 2020